# Eutyreoza
Eutyreoza – termin medyczny służący do określenia prawidłowej funkcji hormonalnej tarczycy.

## Hormony tarczycy
Hormony produkowane przez tarczycę to tyroksyna (3,5,3’,5’-tetrajodotyronina) określana też jako T4 i trijodotyronina (3,5,3’-trijodotyronina), określana jako T3. Do ich produkcji potrzebny jest odpowiedni dowóz jodu, w przypadkach jego niedoboru rozwijają się zaburzenia z niedoboru jodu. 85% produkowanych przez tarczycę hormonów stanowi T4, która krąży we krwi w postaci związanej z białkami. T4 jest mniej aktywna (około 5 – 8 razy) od T3 i jest prohormonem. T3 jest natomiast głównym hormonem działających na poziomie komórek efektorowych, Pod wpływem enzymu dejodynazy, która odszczepia cząsteczkę jodu, następuje konwersja T4 do T3. Występuje kilka rodzajów dejodynaz:
- dejodynaza D1 – działa głównie w wątrobie, nerkach ale także sercu, mięśniach szkieletowych
- dejodynaza D2 – aktywna w mózgu, przysadce mózgowej, tarczycy
- dejodynaza D3 – aktywna w łożysku, gdzie dejodując T3 lub T4, unieczynnia je i chroni płód przed ich szkodliwym wpływem

## Oś podwzgórze-przysadka-tarczyca
Synteza i wydzielanie hormonów tarczycy, uzależnione jest od dwóch czynników: dostarczenia jodu oraz działania tyreotropiny – TSH (thyroid stimulating hormone). W warunkach prawidłowych, przysadka mózgowa produkując TSH pobudza tarczycę do produkcji T3 i T4. Główną jednak kontrolę na produkcją i uwalnianiem hormonów tarczycy ma produkowana przez podwzgórze tyreoliberyna TRH (tyreotropin releasing hormone), która działa na uwalnianie TSH. Układ ten bywa nazywany osią podwzgórze – przysadka – tarczyca i podlega ona ujemnemu sprzężeniu zwrotnemu. Oznacza to, że duży poziom hormonu stojącego na "niższym" szczeblu tej drabiny, powoduje zahamowanie produkcji hormonów stojących wyżej. Innymi słowy, wysoki poziom T3,T4, powstały wskutek nadczynności tarczycy powoduje zablokowanie produkcji TSH i TRH, co objawia się ich niskim stężeniem we krwi. Dla potrzeb klinicznych do oceny gospodarki hormonalnej osi podwzgórze – przysadka – tarczyca zwykle oznaczane są tylko TSH, T3 i T4, choć niekiedy do oceny wystarczające jest oznaczenie samego TSH.

## Wartości prawidłowe
Samo oznaczanie T3 i T4 nie odzwierciedla w sposób obiektywny stanu hormonalnego organizmu, gdyż ten sposób oznaczenia wykrywa także postaci nieczynne biologicznie hormonów (na przykład związane z białkami). Dla potrzeb klinicznych konieczne jest więc oznaczenie tak zwanych frakcji wolnych (free) hormonów. Określa się je mianem FT3,FT4.
Zakres prawidłowych wartości poziomów hormonów:
| TSH              | FT3                            | FT4                                |
| ---------------- | ------------------------------ | ---------------------------------- |
| 0,4 – 4,0 µIU/ml | 2,25 – 6 pmol/L (1,5 – 4 ng/L) | FT4 – 10 – 25 pmol/L (8 – 20 ng/L) |

## Implikacje kliniczne (eutyreoza, hipotyreoza, hipertyreoza)
|                                        | TSH                      | FT3, FT4                                                                    |
| -------------------------------------- | ------------------------ | --------------------------------------------------------------------------- |
| Eutyreoza prawidłowa czynność tarczycy | Norma (0,4 – 4,0 µIU/ml) | Norma (FT3 2,25 – 6 pmol/L (1,5 – 4 ng/L) FT4 10 – 25 pmol/L (8 – 20 ng/L)) |
| Hipertyreoza nadczynność tarczycy      | ↓ (↓ 0,4 µIU/ml)         | ↑ (FT3 ↑ 6 pmol/L (4 ng/L) FT4 ↑ 25 pmol/L (20 ng/L))                       |
| Hipotyreoza niedoczynność tarczycy     | ↑ (↑ 4 µIU/ml)           | ↓ (FT3- ↓ 2,25 pmol/L (1,5 ng/L) FT4 ↓10 pmol/L (8 ng/L))                   |